# 任志远
任志远（1909年—1985年），男，山西沁源人，中华人民共和国政治人物，曾任辽宁省人民委员会副省长，辽宁省政协副主席。